# Monasa
Monasa är ett släkte i familjen trögfåglar inom ordningen jakamar- och trögfåglar. Släktet omfattar fyra arter som förekommer från Honduras till Amazonområdet och sydöstra Brasilien:
- Svart nunnefågel (M. atra)
- Svartpannad nunnefågel (M. nigrifrons)
- Vitpannad nunnefågel (M. morphoeus)
- Gulnäbbad nunnefågel (M. flavirostris)